# Henry de Beaumont, I conte di Warwick
Henry de Beaumont (1048 – Les Préaux, 20 giugno 1119) fu un nobile di origine normanna e primo conte di Warwick.

## Biografia
Enrico era il figlio più giovane di Roger de Beaumont e di Adeline Meulan , figlia di Waleran I, conte di Meulan .
Gli venne data dal padre la modesta signoria di Le Neubourg, situata nel centro della Normandia.
Successivamente il re Guglielmo II d'Inghilterra, come ricompensa per averlo aiutato a sedare la ribellione del 1088 lo nominò conte di Warwick .
Per formare la contea, vennero fatte confluire per la maggior parte le terre del Warwickshire. Ricevette anche molte tenute reali a Rutland e la foresta reale di Sutton, che divenne Sutton Chase .
Poco si sa infatti della sua carriera prima del 1088. Tuttavia egli assunse un ruolo leader nel conciliare il Conquistatore con il figlio maggiore Robert Curthose nel 1081. Nel 1088 fu tra gli agenti reali che arrestarono e processarono per tradimento il vescovo di Durham Guglielmo di Saint-Calais .
Henry divenne compagno e amico di Enrico I d'Inghilterra, rimanendogli fedele anche durante il tentativo dei baroni di togliergli il trono. Per la sua fedeltà ottenne la signoria di Gower in Galles nel 1107. Costruì un castello a Swansea, che venne attaccato senza successo dai gallesi nel 1113. Costruì altri castelli a Penrhys, Oystermouth, Loughor, Llanrhidian e Swansea nel 1120.
Prima di morire, entrò nella comunità dell'abbazia di San Pietro di Les Préaux dove morì come monaco il 20 giugno 1119.

## Matrimonio e discendenza
Sposò prima del 1100 Margaret, figlia di Goffredo II di Perche e Beatrice d'Montdidier dalla quale ebbe, ed ebbe cinque figli:
- Roger de Beaumont, II conte di Warwick, che gli succedette come conte;
- Robert de Neubourg, erede delle terre normanne e Steward della Normandia;
- Rotrou, fu vescovo di Evreux e poi arcivescovo di Rouen, capo giustiziere e Steward di Normandia;
- Geoffrey de Neubourg;
- Henry de Neubourg, altrimenti noto come Enrico di Gower.